# 秦朝の行政区分

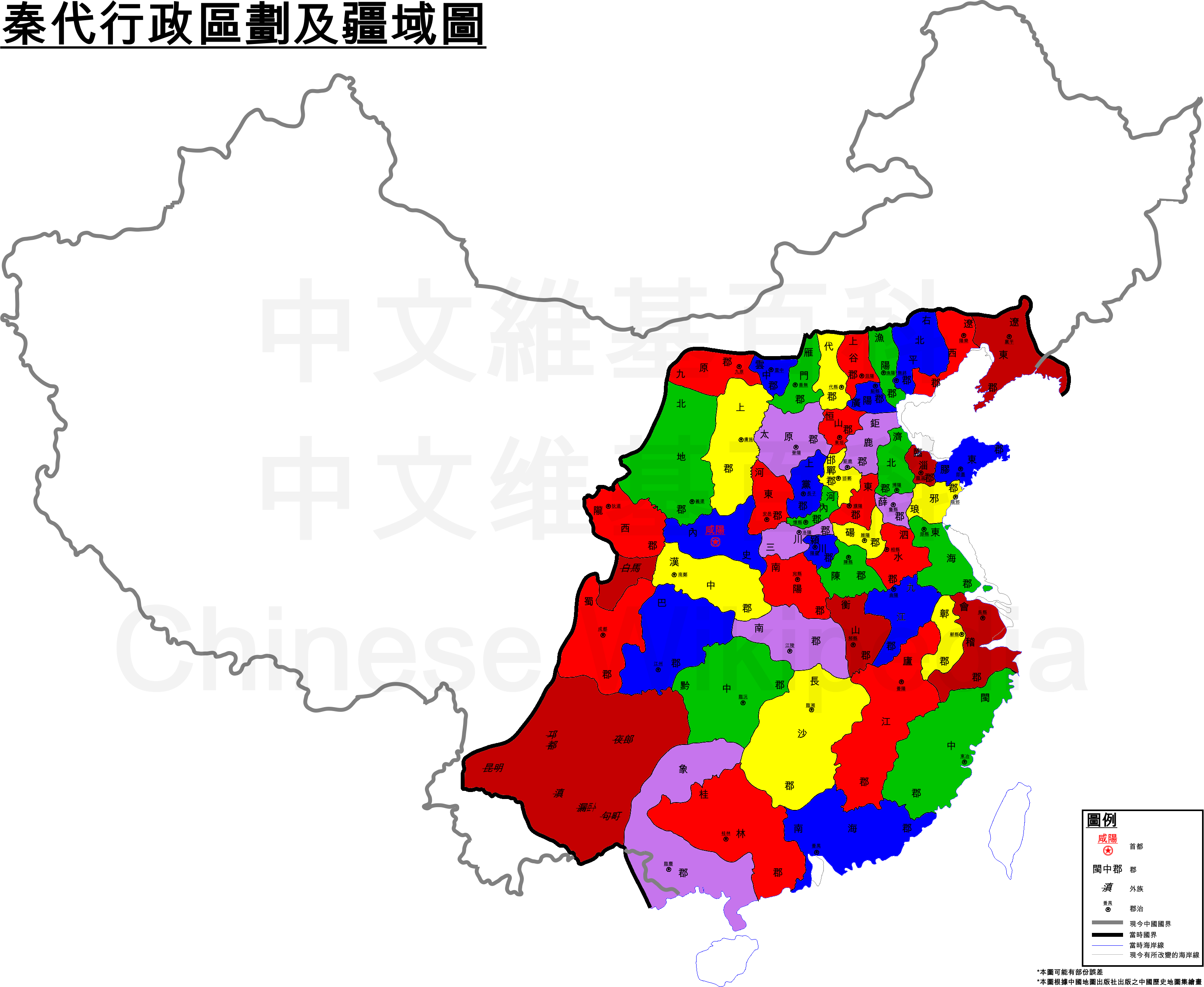
秦朝の版図と行政区分

紀元前221年、秦国は最後に斉国を滅ぼして、中国史上最初の統一帝国、秦朝を打ち建てた。秦朝最初の皇帝始皇帝は丞相の李斯の建議に基づき、地方の支配を分封制による諸侯を通じての間接的統治から全国一律に単一の郡県を置いて中央集権的に支配する郡県制を導入、全国を36郡に分けた。五嶺の南、南越族を支配した領土には、南海・桂林及び象州の3郡（秦朝滅亡後に南越国となった地域）を、北に匈奴を攻めて陰山以南を切り取った地には九原郡（現在の内モンゴル自治区包頭市南西）を置いた。領土を広げるごとに、恒山・済北・膠東・河内・廬江・衡山などの郡を次々に置いた。
秦朝首都の咸陽とその付近の関中平原は内史が直接的に管理し、それぞれの郡には、民政を司る郡守、軍事・治安を司る郡尉、監察を司る郡監の三職と、郡守の下に補佐する郡丞を置いた。

## 史料
秦朝の唯一の正史ともいえる『史記』には秦の地誌を述べたものがないため、『史記』記載の36郡以外の郡についてはまとまった資料がなく、郡の数は40とも48ともいわれる。『史記』記載の36郡であっても、郡治（郡都）の所在や領域は、今もって歴史学者や地理学者が引き続き研究する課題となっている。
2002年に里耶古城が発掘調査され、里耶秦簡が発見されたことで、秦代に洞庭郡があったのではないかと推定される一方、地域が重なる黔中郡の存在を疑問視する説も現れた。2008年に湖南大学付属岳麓書院は香港から購入した秦代の竹簡2098枚（岳麓書院蔵秦簡）の修復の過程で、従来からいわれていた48郡の外に新たに州陵郡と清河郡の2郡があったことを裏付ける証拠を発見したと発表した。修復した秦代の竹簡1枚に「丙辰朔己卯南郡叚守賈報州陵郡」、「州陵守」、「州陵叚守」と州陵郡の名が3箇所記されていた。また、岳麓書院副院長の陳松長によれば、別の竹簡には篆書で明瞭に「清河叚守」と記されていて、清河が郡の名であることが推定されるという。